# Gustaw (singel)
Gustaw – singel polskiego rapera Bedoesa wydany 19 lipca 2017 przez SB Maffija Label.
Do utworu został nagrany teledysk wyreżyserowany przez Mikołaja Wiśniewskiego.
Nagranie w 2020 uzyskało certyfikat platynowej płyty, przekraczając liczbę 20 tysięcy sprzedanych kopii.

## Lista utworów
- Digital download[5]

1. „Gustaw” – 3:46